# Conde perpetuo
Un conde perpetuo (en húngaro: örökös főispán; en latín: supremus et perpetuus comes) era un jefe o ispán de un condado en el Reino de Hungría cuyo cargo era hereditario o dependía de la dignidad de un prelado o de un gran oficial del reino. Los primeros ejemplos de conde perpetuo provienen del siglo XII, pero la institución floreció entre los siglos XV y XVIII. Aunque todas las funciones administrativas del conde perpetuo se abolieron en 1870, el título en sí se conservó hasta la abolición general de los títulos nobiliarios en Hungría en 1946.

## Lista de Condados perpetuos

### Condadosex officio
| Condado          | Conde perpetuo                        | Periodo             | Notas | Fuente            |
| ---------------- | ------------------------------------- | ------------------- | --- | ----------------- |
| Baranya          | Obispo de Pécs                        | ¿?–1777             | | [ 2 ]             |
| Bács             | Arzobispo de Kalocsa                  | ¿?–1776             | | [ 2 ]             |
| Bihar            | Obispo de Várad                       | 1466–1776           | | [ 2 ]             |

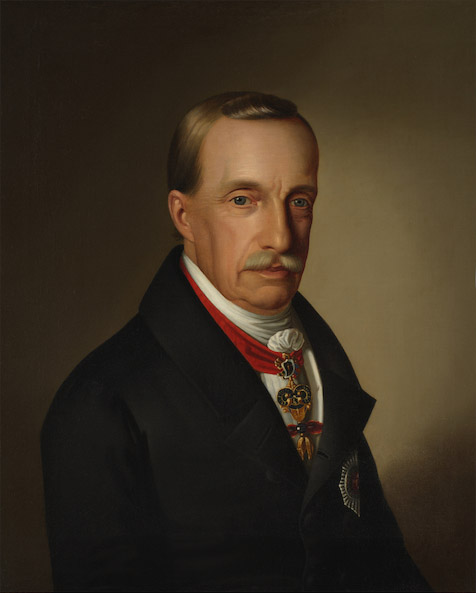
El archiduqe José Antonio de Austria, nádor de Hungría, conde perpetuo de Pest y Pilis.

| Estrigonia       | Arzobispo de Estrigonia               | 1270–1300 1301–1881 | concedido al arzobispo Felipe Türje por el rey Esteban V. El rey Andrés III privó temporalmente al arzobispo del castillo arzobispal en Estrigonia.                 | [ 2 ] [ 3 ] [ 4 ] |
| Fehér            | Vaivoda de Transilvania               |                     | |                   |
| Győr             | Obispo de Győr                        | 1453–1783           | | [ 2 ] [ 5 ]       |
| Heves            | Obispo (desde 1804 arzobispo) de Eger | 1498–1840           | | [ 2 ]             |
| Nyitra           | Obispo de Nyitra                      | ¿?–1777             | | [ 2 ] [ 6 ]       |
| Szolnok Exterior | Obispo (desde 1804 arzobispo) de Eger | 1569–1840           | | [ 2 ]             |
| Pest             | Nádor de Hungría                      | ¿?–1848             | | [ 7 ] [ 8 ]       |
| Pilis            | Castellano de Visegrád                | ¿?–¿?               | | [ 8 ]             |
| Pilis            | Nádor de Hungría                      | 1569–1848           | | [ 2 ]             |
| Požega/Pozsega   | Obispo de Bosznia                     | 1753–1770           | renunció al título | [ 9 ]             |
| Veszprém         | Obispo de Veszprém                    | 1313–1323 1392–1773 | aunque el rey Carlos I otorgó a los obispos el condado, parece que no pudo confirmar esta concesión en 1323, los obispos ocuparon perpetuamente el cargo desde 1392 | [ 2 ] [ 10 ]      |

### Condados hereditarios

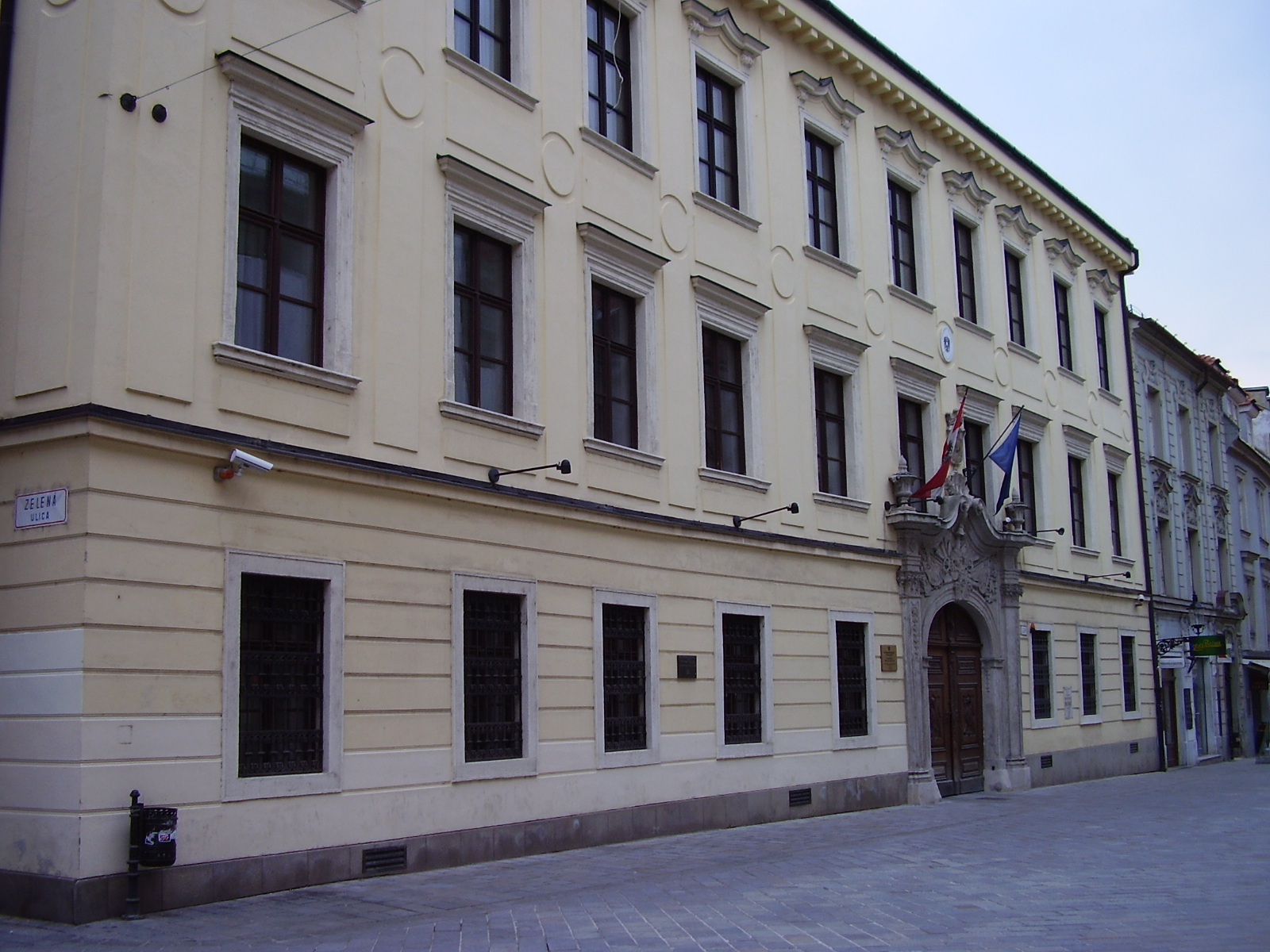
Palacio Pálffy, Presburgo (actual Bratislava, Eslovaquia).

| Condado         | Familia   | Periodo             | Notas                                                                   | Fuente        |
| --------------- | --------- | ------------------- | ----------------------------------------------------------------------- | ------------- |
| Abaúj           | Perényi   | 1570–1598 1643–1699 |                                                                         | [ 11 ]        |
| Abaúj           | Csáky     | 1702–1764           |                                                                         | [ 11 ]        |
| Árva            | Thurzó    | 1585–1626           | también conde perpetuo de Szepes                                        | [ 12 ]        |
| Árva            | Thököly   | 1666–1668           |                                                                         | [ 12 ]        |
| Bereg           | Schönborn | 1740–               | última concesión de un condado perpetuo                                 | [ 13 ]        |
| Beszterce       | Hunyadi   | 1452–1458           | primer ejemplo de un título hereditario en Hungría                      | [ 14 ]        |
| Beszterce       | Szilágyi  | 1458–¿?             |                                                                         | [ 15 ]        |
| Hont            | Koháry    | 1711–1826           |                                                                         | [ 16 ]        |
| Komárom         | Nádasdy   | 1751–               | última concesión de un condado perpetuo                                 | [ 17 ]        |
| Liptó           | Illésházy | 1582–1838           | también conde perpetuo de Trencsén                                      | [ 18 ]        |
| Požega/Pozsega  | Keglevich | 1707–1749           |                                                                         | [ 19 ]        |
| Pozsony         | Pálffy    | 1651–               | siempre un miembro de la familia fue nombrado conde desde 1580          | [ 20 ]        |
| Sáros           | Rákóczi   | 1666–1711           | siempre un miembro de la familia fue nombrado conde desde 1622          | [ 21 ]        |
| Sopron          | Esterházy | 1686–               | siempre un miembro de la familia fue nombrado conde desde 1626          | [ 22 ]        |
| Szepes          | Zápolya   | 1464–1528           |                                                                         | [ 23 ] [ 24 ] |
| Szepes          | Thurzó    | 1531–1635           | también conde perpetuo de Árva                                          | [ 25 ]        |
| Szepes          | Csáky     | 1638–               |                                                                         | [ 26 ]        |
| Teočak          | Újlaki    | 1464–?              | en Bosnia                                                               | [ 27 ]        |
| Trencsén        | Illésházy | 1600–1838           | también conde perpetuo de Liptó                                         | [ 28 ]        |
| Turóc           | Révay     | 1712–1875           | siempre un miembro de la familia fue nombrado conde perpetuo desde 1532 | [ 29 ]        |
| Valkó           | Drašković | 1693–1695           | el condado fue disuelto en 1695                                         | [ 30 ]        |
| Varaždin/Varasd | Erdődy    | 1570–c. 1582        |                                                                         | [ 31 ]        |
| Varaždin/Varasd | Erdődy    | 1687–               | siempre un miembro de la familia fue nombrado conde perpetuo desde 1607 | [ 30 ]        |
| Vas             | Batthyány | 1728–               |                                                                         | [ 32 ]        |
| Zala            | Althann   | 1721–1824           |                                                                         | [ 33 ]        |